# Pushpender Singh
Pushpender Singh (ur. 11 listopada 1998) – indyjski zapaśnik walczący w stylu wolnym. Zajął ósme miejsce w Pucharze Świata w 2018. Trzeci na mistrzostwach Azji juniorów w 2017 roku.